# Bałtyzm
Bałtyzm – zapożyczenie leksykalne lub gramatyczne z języków bałtyckich. 
Jednym z najpopularniejszych bałtyzmów w języku polskim jest nazwa grupy etnicznej – Kurpie. Jest to zapożyczenie  z języka pruskiego i oznacza „buty”.